# Estrella de Bessèges
La Estrella de Bessèges (oficialmente: Étoile de Bessèges) es una carrera ciclista francesa que se disputa en Bessèges (región de Languedoc-Rosellón) y sus alrededores, en el mes de febrero abriendo la temporada ciclista profesional europea en lo que a las carreras por etapas se refiere.
Se disputa ininterrumpidamente desde 1971. Desde la creación de los Circuitos Continentales UCI se integró en el UCI Europe Tour, encuadrado en la categoría 2.1.

## Palmarés
| Año  | Ganador              | Segundo                 | Tercero                    |
| ---- | -------------------- | ----------------------- | -------------------------- |
| 1971 | Jean-Luc Molinéris   | René Grelin             | Barry Hoban                |
| 1972 | Jean-Luc Molinéris   | Guy Maingon             | Daniel van Ryckeghem       |
| 1973 | Robert Mintkiewicz   | Serge Lapébie           | Bernard Masson             |
| 1974 | Jacques Esclassan    | Gerrie Knetemann        | Charles Rouxel             |
| 1975 | Patrick Béon         | Charles Rouxel          | Patrick Perret             |
| 1976 | Maurice Le Guilloux  | Bernard Labourdette     | Guy Dolhats                |
| 1977 | Willy Planckaert     | Serge Vandaele          | Sean Kelly                 |
| 1978 | Dietrich Thurau      | Léo van Vliet           | Guido Van Sweevelt         |
| 1979 | Jacques Michaud      | Ferdi van den Haute     | Christian Levavasseur      |
| 1980 | Franky De Gendt      | Jean-Louis Gauthier     | Wladimiro Panizza          |
| 1981 | Jan Raas             | Régis Clère             | Frank Hoste                |
| 1982 | Cees Priem           | Léo van Vliet           | Patrick Bonnet             |
| 1983 | Bert Oosterbosch     | Gilbert Glaus           | Gerrie Knetemann           |
| 1984 | Eddy Planckaert      | Jos Lammertink          | Jean-Luc Vandenbroucke     |
| 1985 | Guy Nulens           | Jean-Claude Leclercq    | Steven Rooks               |
| 1986 | Niki Rüttimann       | Marc Sergeant           | Kim Andersen               |
| 1987 | Ronan Pensec         | Laurent Fignon          | Guido Winterberg           |
| 1988 | Adrie van der Poel   | Régis Simon             | Søren Lilholt              |
| 1989 | Etienne De Wilde     | Teun van Vliet          | Frans Maassen              |
| 1990 | Frans Maassen        | Michel Vermote          | Henri Manders              |
| 1991 | Ad Wijnands          | Stefan Joho             | Frans Maassen              |
| 1992 | Beat Zberg           | Danny Nelissen          | Ronan Pensec               |
| 1993 | Armand de Las Cuevas | Jean-Pierre Heynderickx | Charly Mottet              |
| 1994 | Jean Paul van Poppel | Christophe Leroscouet   | Christian Chaubet          |
| 1995 | Serguei Outschakov   | Andréi Chmil            | François Simon             |
| 1996 | Ján Svorada          | Wilfried Nelissen       | Fabio Baldato              |
| 1997 | Patrice Halgand      | Zbigniew Spruch         | Bruno Boscardin            |
| 1998 | Jo Planckaert        | Alberto Elli            | Philippe Gaumont           |
| 1999 | David Lefèvre        | Jens Voigt              | Andréi Chmil               |
| 2000 | Jo Planckaert        | Jaan Kirsipuu           | Chris Peers                |
| 2001 | Niko Eeckhout        | Damien Nazon            | Ján Svorada                |
| 2002 | Robbie McEwen        | Andrea Ferrigato        | Lorenzo Bernucci           |
| 2003 | Fabio Baldato        | Michael Skelde          | Franck Bouyer              |
| 2004 | Laurent Brochard     | Sylvain Calzati         | Joseba Zubeldia            |
| 2005 | Freddy Bichot        | Maxime Monfort          | Arnaud Labbe               |
| 2006 | Frederik Willems     | Preben Van Hecke        | Thomas Voeckler            |
| 2007 | Nick Nuyens          | Vasil Kiryienka         | Preben Van Hecke           |
| 2008 | Yuri Trofímov        | Gianni Meersman         | Pierrick Fédrigo           |
| 2009 | Thomas Voeckler      | Jure Kocjan             | Yuri Trofímov              |
| 2010 | Samuel Dumoulin      | Matthieu Ladagnous      | Pieter Ghyllebert          |
| 2011 | Anthony Ravard       | Marco Marcato           | Johnny Hoogerland          |
| 2012 | Jérôme Coppel        | Franck Vermeulen        | Rein Taaramäe              |
| 2013 | Jonathan Hivert      | Jérôme Cousin           | Anthony Roux               |
| 2014 | Tobias Ludvigsson    | Jérôme Coppel           | John Degenkolb             |
| 2015 | Bob Jungels          | Tony Gallopin           | Kris Boeckmans             |
| 2016 | Jérôme Coppel        | Tony Gallopin           | Thibaut Pinot              |
| 2017 | Lilian Calmejane     | Tony Gallopin           | Mads Würtz                 |
| 2018 | Tony Gallopin        | Christophe Laporte      | Yoann Paillot              |
| 2019 | Christophe Laporte   | Tobias Ludvigsson       | Jimmy Janssens             |
| 2020 | Benoît Cosnefroy     | Alberto Bettiol         | Alexys Brunel              |
| 2021 | Tim Wellens          | Michał Kwiatkowski      | Nils Politt                |
| 2022 | Benjamin Thomas      | Alberto Bettiol         | Tobias Halland Johannessen |
| 2023 | Neilson Powless      | Mattias Skjelmose       | Pierre Latour              |
| 2024 | Mads Pedersen        | Kévin Vauquelin         | Alberto Bettiol            |
| 2025 | Kévin Vauquelin      | Dylan Teuns             | Kevin Geniets              |

## Palmarés por países
| País            | Victorias |
| --------------- | --------- |
| Francia         | 25        |
| Bélgica         | 11        |
| Países Bajos    | 7         |
| Suiza           | 2         |
| Alemania        | 1         |
| Ucrania         | 1         |
| República Checa | 1         |
| Australia       | 1         |
| Italia          | 1         |
| Rusia           | 1         |
| Suecia          | 1         |
| Luxemburgo      | 1         |
| Estados Unidos  | 1         |
| Dinamarca       | 1         |